# Света Троица (Дабиля)
Вижте пояснителната страница за други значения на Света Троица.
„Света Троица“ (на македонска литературна норма: „Света Троица“) е възрожденска православна църква в струмишкото село Дабиля, Северна Македония. Част е от Струмишката епархия на Македонската православна църква – Охридска архиепископия.

## История
Храмът е построен в 1868 година.

## Архитектура
В архитектурно отношение е трикорабна псевдобазилика. Трите кораба са разделени с пет двойки колони. На колоните лозовите филизи се редуват със сложни барокови преплитания в златни и тъмни тонове. Изписани са имитации на палмови листа. Таванът е касетиран с много полета и профилирани, изписани бордюри. Във всяко поле има изписан цвят. На равния таван на централния кораб в овален медальон е изписано допоясно изображение на Иисус Христос Вседържител, което обикновено се изписва в купола. Медальоните в централния кораб са допълнени от радиално подредени позлатени дървени пръчки, резбовани, групирани в снопове по три, които създават триизмерен ефект, подчертан чрез контраста на златните им отблясъци на тъмния фон.
От юг и запад има открит трем. На запад е пристроена камбанария. Апсидата на изток има четири полукръгли пиластри и две полупиластри в ъглите, вероятно първоначално свързани с дъги, формирайки слепи ниши, които са се загубили при по-късните обнови на църквата.
По западната и по източната фасада има по чети пиластъра, свързани с три дъги, от които средната е значително по голяма и така се постига ефекта на триумфална арка, решение типично за поствизантийските църкви тип вписан кръст. Този  ефект е нарушен с доиззиждането на кулата камбанария на западната фасада. Крайните пиластри не се на ъглите, а към средата и с ъгъла са свързни с широка полудъга. На страничните фасади е изпълнена същата концепция с по-малки дъги на западния край и по-големи в средния дял. Крайните пиластри както и на късите фасади са свързани с полудъга и така аркадния низ тече около целия обект.
Прозорците са с полукръгли арки (окулуси). На източната фасада в голяма кръгла мандорла е разположен равностранен фитоморфен кръст (четирилистна детелина). Отстрани на централния прозоречен отвор има два по-малки кръгли.
Във вътрешността стълбовете, разделящи трите кораба са изписани, а капителите и арките са измазани.

## Иконопис
В същата 1868 година иконите на храма са изработени от струмишкия майстор Григорий Пецанов – Петър и Павел, Архангел Михаил, Константин и Елена, Троица, Богородица, Христос, Йоан Кръстител и други. Иконата на Света Троица е надписана: „Δια χειρος Γρηγοριου ά Ζογραφου υῖου Πετζα του ἐκ Στρωμνιτσης ουαριου, α αωξἠ (=1868)“. Освен иконите, Пецанов рисува и стенописите по тавана на централния кораб в храма в Дабиля (композицията „Бог Саваот“), емпорията на галерията, където са изписани четиримата пророци Даниил, Исаия, Йезекиил и Амос, и украсява колоните с растителни и геометрически мотиви на тъмен фон, като успява да постигне художествено единство.